# Donald Mathieson
Donald Mathieson – brytyjski kierowca wyścigowy.

## Kariera
W wyścigach samochodowych Mathieson poświęcił się głównie startom w wyścigach samochodów sportowych. W latach 1938-1939, 1949-1950 Brytyjczyk pojawiał się w stawce 24-godzinnego wyścigu Le Mans. W pierwszym sezonie startów uplasował się na szóstej pozycji w klasie 5. Rok później w tej samej klasie był siódmy. Po wojnie, w 1950 odniósł zwycięstwo w klasie S 2.0, a w klasyfikacji generalnej był dziewiąty.